# Aphaenogaster praedo
Aphaenogaster praedo é uma espécie de inseto do gênero Aphaenogaster, pertencente à família Formicidae.